# Helius reticularis
Helius reticularis är en tvåvingeart som först beskrevs av Alexander 1915.  Helius reticularis ingår i släktet Helius och familjen småharkrankar. Inga underarter finns listade i Catalogue of Life.